# Wybory prezydenckie w Timorze Wschodnim w 2022 roku
Wybory prezydenckie w Timorze Wschodnim w 2022 roku odbyły się 19 marca (I tura) i 19 kwietnia (II tura). W wyborach zwyciężył José Ramos-Horta, który pokonał ubiegającego się o reelekcję Francisco Guterresa.

## Wyniki
| Kandydat                 | Partia               | % głosów |
| ------------------------ | -------------------- | -------- |
| José Ramos-Horta         | CNRT                 | 46,6     |
| Francisco Guterres       | FRETILIN             | 22,1     |
| Armanda Berta dos Santos | KHUNTO               | 8,7      |
| Lere Anan Timur          | Niezależny           | 7,6      |
| Mariano Sabino Lopes     | Partia Demokratyczna | 7,3      |
| Pozostali kandydaci      |                      | 7,7      |

| Kandydat           | Partia   | % głosów |
| ------------------ | -------- | -------- |
| José Ramos-Horta   | CNRT     | 62,1     |
| Francisco Guterres | FRETILIN | 37,9     |